# Philip Haglund
Philip Thomas Jesper Haglund (Stoccolma, 22 marzo 1987) è un ex calciatore svedese, di ruolo centrocampista o attaccante.

## Carriera
Haglund è cresciuto nel Brommapojkarna, formazione con sede a Bromma, nella periferia di Stoccolma. Le prime apparizioni in prima squadra risalgono al 2006, annata in cui i rossoneri furono promossi dalla Superettan alla Allsvenskan, il massimo campionato svedese.
Dopo 4 stagioni in cui si è ritagliato progressivamente un minutaggio sempre maggiore, nel gennaio 2010 è stato ceduto a titolo definitivo agli olandesi dell'Heerenveen con un contratto valido fino al giugno 2014. Tuttavia la parentesi nei Paesi Bassi è durata una stagione è mezzo, poiché nel giugno 2011 il centrocampista svedese ha fatto ritorno in patria, passando questa volta all'IFK Göteborg.
Nel 2015 Haglund ha fatto ritorno a Stoccolma, sponda Hammarby, formazione neopromossa in Allsvenskan dopo cinque anni di assenza. Nonostante la sua volontà di rimanere in biancoverde, al termine della stagione 2016 non ha ottenuto un rinnovo contrattuale, pertanto è rimasto svincolato.
Nel gennaio 2017 il ventinovenne Haglund ha firmato un biennale con un'altra squadra che si apprestava a disputare la Allsvenskan da neopromossa: il Sirius. La squadra ha conquistato la salvezza sia nel 2017 che nel 2018. Proprio durante l'Allsvenskan 2018, Haglund ha avuto la sua migliore annata dal punto di vista realizzativo, avendo segnato 10 gol in 27 partite senza ricorrere a calci di rigore. Sul finire della stagione, ha rinnovato il contratto di un ulteriore anno. Si è confermato miglior marcatore stagionale del Sirius anche nel 2019, con le sue 7 reti in 29 presenze in campionato.
Dopo un inverno in cui non aveva escluso il ritiro dal calcio giocato nonostante non avesse ancora compiuto 33 anni, nel marzo 2020 si è accordato con il Brommapojkarna, sua vecchia squadra che nel frattempo era scesa nella terza serie nazionale. Haglund tuttavia si era operato al piede nel corso di quello stesso inverno, per cui la società ha specificato che il giocatore sarebbe riuscito a scendere in campo entro la fine dell'anno solo nel caso in cui la riabilitazione fosse andata secondo i piani. Nell'arco di quella stagione è riuscito a disputare 17 partite di campionato segnando 8 gol, più le due presenze nel doppio spareggio contro il Trelleborg in cui il Brommapojkarna non è riuscito a centrare la promozione.

## Palmarès

### Club

#### Competizioni nazionali
- Coppa di Svezia: 1

IFK Göteborg: 2012-2013